# Aa Ammayi Gurinchi Meeku Cheppali
Aa Ammayi Gurinchi Meeku Cheppali er en indisk film fra 2022 af Mohana Krishna Indraganti.

## Medvirkende
- Sudheer Babu som Naveen
- Krithi Shetty som Dr. Alekhya
- Srinivas Avasarala som Dr. Varun
- Vennela Kishore som Bose
- Rahul Ramakrishna som Venkat
- Viswant Duddumpudi som Deepak
- Srinivas som "Fancy" Parameshwar